# Wesley Johnson
Pour les articles homonymes, voir Johnson.
Wesley JaMarr Johnson, né le 11 juillet 1987 à Corsicana (Texas, États-Unis), est un joueur puis entraîneur américain de basket-ball. Il évolue aux postes d'arrière et d'ailier.

## Carrière universitaire
Après avoir évolué au lycée de Corsicana, il rejoint l'université d'État de l'Iowa pour évoluer avec les Cyclones d'Iowa State. Il fait une bonne première saison et il est récompensé par une nomination dans le meilleur cinq des débutants de la Big 12 Conference. Sa seconde saison est perturbée par une blessure à la hanche qui le prive de quelques rencontres et le gène toute la saison.
Il rejoint ensuite l'Orange de Syracuse de l'université de Syracuse. Après une saison sans jouer en raison des règles régissant les transferts en National Collegiate Athletic Association (NCAA), il effectue une excellente saison 2009-2010 avec des statistiques de 16,5 points et 8,5 rebonds. Il est nommé meilleur joueur de la Big East Conference. Malgré la possibilité d'évoluer une dernière saison en NCAA, il se déclare éligible pour la draft 2010 de la NBA.

## Carrière professionnelle

### Timberwolves du Minnesota (2010-2012)
Il est sélectionné en 4e position par les Timberwolves du Minnesota.
Pour sa première saison il est choisi pour participer au match des rookies du All-Star Game.

### Suns de Phoenix (2012-2013)
Le 27 juillet 2012, il est transféré aux Suns de Phoenix dans un échange avec trois équipes.

### Lakers de Los Angeles (2013-2015)
Le 15 juillet 2013, il signe avec les Lakers de Los Angeles. 

### Clippers de Los Angeles (2015-2018)
Le 7 juillet 2015, il signe aux Clippers de Los Angeles pour un an et 1,1 million de dollars.

### Pelicans de La Nouvelle-Orléans (2018 - février 2019)
Le 15 octobre 2018, il est envoyé aux Pelicans de La Nouvelle-Orléans en échange d'Alexis Ajinça.

### Wizards de Washington (février-avril 2019)
Le 6 février 2019, il est envoyé aux Wizards de Washington en échange de Markieff Morris et licencié en avril.

### Panathinaïkos (2019-2020)
Le 22 juillet 2019, il s'engage pour une saison avec le club grec du Panathinaïkos.

## Carrière d'entraîneur
En septembre 2021, Johnson est recruté comme entraîneur adjoint de Tyronn Lue aux Clippers de Los Angeles.

## Statistiques

### Universitaires
| Saison    | Équipe     | Matchs | Titul. | Min./m | % Tir | % 3pts | % LF | Rbds/m. | Pass/m. | Int/m. | Ctr/m. | Pts/m. |
| --------- | ---------- | ------ | ------ | ------ | ----- | ------ | ---- | ------- | ------- | ------ | ------ | ------ |
| 2006-2007 | Iowa State | 31     | 30     | 31,7   | 44,5  | 29,4   | 75,3 | 7,87    | 1,06    | 0,77   | 1,06   | 12,29  |
| 2007-2008 | Iowa State | 27     | 25     | 27,0   | 39,6  | 33,3   | 77,9 | 3,96    | 1,44    | 0,89   | 0,41   | 12,41  |
| 2009-2010 | Syracuse   | 35     | 35     | 35,0   | 50,2  | 41,5   | 77,2 | 8,54    | 2,23    | 1,66   | 1,83   | 16,49  |
| Carrière  | Carrière   | 93     | 90     | 31,6   | 45,4  | 34,9   | 76,8 | 6,99    | 1,61    | 1,14   | 1,16   | 13,90  |

### Professionnelles

#### Saison régulière
| Saison    | Équipe        | Matchs | Titul. | Min./m | % Tir | % 3pts | % LF | Rbds/m. | Pass/m. | Int/m. | Ctr/m. | Pts/m. |
| --------- | ------------- | ------ | ------ | ------ | ----- | ------ | ---- | ------- | ------- | ------ | ------ | ------ |
| 2010-2011 | Minnesota     | 79     | 63     | 26,2   | 39,7  | 35,6   | 69,6 | 3,04    | 1,87    | 0,73   | 0,68   | 8,97   |
| 2011-2012 | Minnesota     | 65     | 64     | 22,6   | 39,8  | 31,4   | 70,6 | 2,72    | 0,91    | 0,54   | 0,74   | 6,05   |
| 2012-2013 | Phoenix       | 50     | 21     | 19,1   | 40,7  | 32,3   | 77,1 | 2,46    | 0,68    | 0,44   | 0,36   | 7,98   |
| 2013-2014 | L.A. Lakers   | 79     | 62     | 28,4   | 42,5  | 36,9   | 79,2 | 4,41    | 1,57    | 1,09   | 0,97   | 9,05   |
| 2014-2015 | L.A. Lakers   | 76     | 59     | 29,5   | 41,4  | 35,1   | 80,4 | 4,20    | 1,63    | 0,78   | 0,59   | 9,91   |
| 2015-2016 | L.A. Clippers | 80     | 9      | 20,8   | 40,4  | 33,3   | 65,2 | 3,10    | 0,61    | 1,11   | 0,70   | 6,86   |
| 2016-2017 | L.A. Clippers | 68     | 3      | 11,9   | 36,3  | 24,8   | 64,7 | 2,65    | 0,32    | 0,43   | 0,46   | 2,74   |
| 2017-2018 | L.A. Clippers | 65     | 34     | 20,8   | 40,5  | 32,7   | 74,5 | 3,11    | 0,82    | 1,03   | 0,92   | 5,58   |
| Carrière  | Carrière      | 562    | 315    | 22,8   | 40,6  | 33,6   | 74,4 | 3,27    | 1,09    | 0,79   | 0,69   | 7,24   |

#### Playoffs
| Saison    | Équipe        | Matchs | Titul. | Min./m | % Tir | % 3pts | % LF  | Rbds/m. | Pass/m. | Int/m. | Ctr/m. | Pts/m. |
| --------- | ------------- | ------ | ------ | ------ | ----- | ------ | ----- | ------- | ------- | ------ | ------ | ------ |
| 2015-2016 | L.A. Clippers | 6      | 0      | 12,8   | 35,7  | 33,3   | 100,0 | 3,00    | 0,33    | 0,17   | 0,67   | 2,67   |
| 2016-2017 | L.A. Clippers | 3      | 0      | 3,6    | 0,0   | 0,0    | 50,0  | 0,67    | 0,00    | 0,33   | 0,00   | 0,33   |
| Carrière  | Carrière      | 9      | 0      | 9,7    | 35,7  | 33,3   | 80,0  | 2,22    | 0,22    | 0,22   | 0,44   | 1,89   |

## Records sur une rencontre
Les records personnels de Wesley Johnson, officiellement recensés par la NBA sont les suivants : 
| Type de statistique        | Saison régulière | Saison régulière                                        | Saison régulière                  |
| Type de statistique        | Record           | Adversaire                                              | Date                              |
| -------------------------- | ---------------- | ------------------------------------------------------- | --------------------------------- |
| Points                     | 29               | @ Lakers de Los Angeles                                 | 18 mars 2011                      |
| Paniers marqués            | 11               | @ Lakers de Los Angeles                                 | 18 mars 2011                      |
| Paniers tentés             | 21               | @ Lakers de Los Angeles                                 | 18 mars 2011                      |
| Paniers à 3 points réussis | 6                | 4 fois                                                  |                                   |
| Paniers à 3 points tentés  | 12               | Magic d'Orlando                                         | 5 décembre 2015                   |
| Lancers francs réussis     | 8                | Pistons de Détroit                                      | 10 mars 2015                      |
| Lancers francs tentés      | 8                | Pistons de Détroit                                      | 10 mars 2015                      |
| Rebonds offensifs          | 4                | @ Mavericks de Dallas @ Pelicans de La Nouvelle-Orléans | 26 décembre 2014 28 décembre 2016 |
| Rebonds défensifs          | 12               | Grizzlies de Memphis Trail Blazers de Portland          | 13 avril 2014 3 avril 2015        |
| Rebonds totaux             | 15               | Grizzlies de Memphis Trail Blazers de Portland          | 13 avril 2014 3 avril 2015        |
| Passes décisives           | 6                | @ Grizzlies de Memphis @ Timberwolves du Minnesota      | 17 décembre 2013 14 décembre 2014 |
| Interceptions              | 6                | @ Hawks d'Atlanta @ Grizzlies de Memphis                | 27 janvier 2016 26 janvier 2018   |
| Contres                    | 5                | @ Nuggets de Denver                                     | 13 novembre 2013                  |
| Balles perdues             | 6                | @ Rockets de Houston                                    | 30 janvier 2012                   |
| Minutes jouées             | 44               | @ Suns de Phoenix @ Sixers de Philadelphie              | 15 janvier 2014 30 mars 2015      |

- Double-double : 7 (au 23/04/2018)
- Triple-double : aucun.

## Palmarès
- Champion de Grèce 2020
- NBA All-Rookie Second Team en 2011.
- Consensus first-team All-American (2010)
- Big East Player of the Year (2010)